# Calle Corrientes (programa de radio)
 Calle Corrientes fue un programa humorístico que se transmitió por Radio Splendid de Argentina, los sábados de 14 a 15 horas con libretos de Roberto Gil. El programa se transmitió durante 15 temporadas desde 1955 y estaba realizado con un elenco que incluía actores de importantes trayectorias.

## Argumento
Roberto Gil iniciaba el programa con un monólogo donde vertía sus inteligentes observaciones sobre la realidad cotidiana y luego venían sucesivos sketchs por los que desfilaban personajes típicos de la calle Corrientes, aquella que es, según la frase que nació en ese programa y perdura hasta hoy: "La calle que nunca duerme".
Algunos de los personajes fueron Migaja, Moyano, Pamela, Esperancino, Solino, el Diariero que, según dijo el autor, eran “muñecos que representaban de algún modo la realidad de la ciudad y por eso los llamé arquetipos de la fauna nochera.”
Pablo Cumo componía al diariero que voceaba “a los diarios, diarios, a los papeles con letras” y dejaba caer preguntas incisivas sobre Pepe Pérez y Pepe, que invariablemente terminaba por escurrirse con un “¿qué quiere hacerme decir? Guido Gorgatti encarnó dos personajes: Hércules Fernandis, el inventor del diario con gusto a chicle y de los clavos con martillo y al cornudo eterno, engañado ante sus ojos por su novia Lucita con su amigo Charly, que introdujo una de las frases incorporadas luego al lenguaje popular: “son satisfacciones que uno tiene”. El personaje que hacía Chela Ruiz repetía “io sono la nona e fato la guerra” y se aprovechaba de su edad para exigir costosos favores o mandar a comprar facturas, yerba o azúcar a su nieta y su novio.
Uno de los cantos entonados a coro en el programa decía:

Corrientes, calle Corrientes

hay un rumor de tangos en tu ambiente...

Corrientes sentimental

Eres la calle más tradicional

## Actores
Algunos de los actores que pasaron por el programa fueron Inda Ledesma, Héctor Méndez, Miguel Ligero, Juan Carlos Altavista, Oscar Casco, Juan José Míguez, Adolfo García Grau, Guido Gorgatti, Chela Ruiz, Eduardo Ayala, Héctor Figueras, Juan Carlos Palma y Pablo Cumo.

## Televisión
En 1962 durante 4 meses se transmitió por Canal 7 una versión del programa para televisión, con un elenco de notables figuras entre los que se contaban Alfredo Alcón, Carlos Balá, Beba Bidart, María Rosa Gallo, Inda Ledesma, Pepita Muñoz y Milagros de la Vega.